# Andrew Scheer
Andrew James Scheer (* 20. května 1979 Ottawa) je kanadský politik za Konzervativní stranu Kanady, jejíž byl od května 2017 předsedou. V prosinci 2019 na funkci rezignoval, ale zůstal předsedou až do zvolení svého nástupce Erina O'Toolea v srpnu 2020.
Vystudoval politologii a historii na Ottawské univerzitě. Od roku 2004 je poslancem Kanadského parlamentu za obvod Regina–Qu'Appelle v Saskačevanu. V letech 2011–2015 byl předsedou Dolní sněmovny.

## Soukromý život
Je ženatý, má pět dětí a se svojí rodinou žije v Regině.

## Politické postoje
V otázkách hospodářství zastává liberální názory a usiluje o vyvážený rozpočet. Několikrát oznámil, že chce zrušit uhlíkovou daň a stavěl se odmítavě k Pařížské dohodě o klimatu, ovšem k té změnil postoj v roce 2017. K otázce uprchlíků se staví tak, že by Kanada měla přijímat především ohrožené menšiny z Blízkého východu, jako jsou křesťané nebo odpadlíci od islámu. Oznámil, že v případě jeho vítězství ve federálních volbách v roce 2019 uzná Kanada Jeruzalém za hlavní město Izraele.